# إكس مان: التطور
إكس مان: التطور (بالإنجليزية: X-Men: Evolution)‏ هو مسلسل رسوم متحركة أمريكي عرض على قناة كيدز دابليو بي في 4 نوفمبر 2000. شارك في المسلسل سكوت مكنيل، كيربي مورو، نيل دينيس وكريستين ويليامسون.

## روابط خارجية
إكس مان: التطور على موقع IMDb (الإنجليزية)
- إكس مان: التطور على موقع ميتاكريتيك (الإنجليزية)
- إكس مان: التطور على موقع روتن توميتوز (الإنجليزية)
- إكس مان: التطور على موقع كينوبويسك (الروسية)
- إكس مان: التطور على موقع ألو سيني (الفرنسية)
- إكس مان: التطور على موقع قاعدة بيانات الفيلم (الإنجليزية)